# Meomyia sericans
Meomyia sericans är en tvåvingeart som först beskrevs av Macquart 1850.  Meomyia sericans ingår i släktet Meomyia och familjen svävflugor. Inga underarter finns listade i Catalogue of Life.